# Žumara nízká
Žumara nízká (Chamaerops humilis) je jediný druh rodu žumara z čeledi arekovité, jinak nazývané palmy. Je to jediný původní druh palmy na evropském kontinentě. Žumara je někdy také nazývána „mrazuvzdorná palma“. Občas může být žumara zaměněna za Trachycarpus, ale liší se tím, že žumara má silně a nebezpečně ostnaté řapíky, zatímco Trachycarpus žádné ostny na řapíku nemá. Název Chamaerops dostala rostlina podle svého vzrůstu. Chamaerops vzniklo spojením řeckých slov chamai – nízký a slova rhops – křoví.

## Popis
Rostlina má keřovitý charakter, většinou se vytváří více kmínků. Listy jsou modrozelené barvy. Jsou dlanitě dělené a mají vějířovitý tvar. V průměru dosahují až 60–80 cm.
Ve chvíli, kdy rostlina dosáhne výšky 20–30 cm, začne tvořit postranní výběžky. Každý rok se na výběžcích objeví nový chochol listů.
Ve svém přirozeném prostředí, v západní části Středomoří, dosahuje výšky až 5 m, uvnitř v nádobách dorůstá 2–3 m.
Rostlina se množí semeny, odnožemi nebo dělením trsu.
Žumara roste velmi pomalu.
Květenství jsou hroznovitá, květy jsou drobné a žluté. Žumara kvete od dubna do června. Plodem je 1–4 cm dlouhá nejedlá bobule.

## Péče
Pokud je o žumaru dobře pečováno, začne brzy kvést.
Rostlinu je nejvhodnější umístit na světlé, slunné místo. V zimě žumara snáší teploty od 4 °C do 12 °C. Přezimovat může i při špatných světelných podmínkách, např. ve sklepě nebo garáži. Od dubna do listopadu je možné rostlinu umístit ven.
Žumara se přesazuje jen v případě, že by hrozilo, že kořeny roztrhnou květináč.
Tato palma se v létě zalévá více, zejména při velkých vedrech se zalévá opravdu hojně. V zimě, pokud je umístěna na tmavším místě, se nezalévá skoro vůbec. Voda se nelije do růžice listů, jinak může uhnít „srdíčko“.
Pro žumaru je možné použít jednotnou zeminu nebo hlinitou zahradní směs, do které přimícháme trochu písku.
Rostlina se hnojí v období od března do srpna každých 8–14 dní standardním tekutým hnojivem. Díky hnojení je poté odolnější v zimě při nižších teplotách.
Pokud je rostlina zazimována v teplejším prostředí, bývá napadána mšicemi a štítenkami. V létě je možnost výskytu svilušek.